# Жуково (Старосельский сельсовет, Вологодский район)
Жуково — деревня в Вологодском районе Вологодской области.
Входит в состав Старосельского сельского поселения, с точки зрения административно-территориального деления — в Старосельский сельсовет.
Расстояние по автодороге до районного центра Вологды — 52 км, до центра муниципального образования Стризнево — 11 км. Ближайшие населённые пункты — Жаворонково, Новое, Широгорье, Шеломово, Кучино.
По данным переписи в 2002 году постоянного населения не было.